# Oscar 2023
A 95.ª cerimônia (português brasileiro) ou cerimónia (português europeu) de entrega dos Academy Awards, ou Oscars 2023 (pt/br: Óscares 2023), (no original em inglês: 95th Academy Awards), foi apresentada pela Academia de Artes e Ciências Cinematográficas (AMPAS) no Teatro Dolby, em Los Angeles, Califórnia, em 12 de março de 2023 para homenagear os melhores atores, técnicos e filmes de 2022.
As listas dos filmes pré-indicados para concorrer a indicações em dez categorias foram anunciadas em 21 de dezembro de 2022. As indicações foram anunciadas em 24 de janeiro de 2023 por Riz Ahmed e Allison Williams. O evento foi televisionado nos Estados Unidos pelo canal ABC, produzido por Glenn Weiss e Ricky Kirshner, também com direção de Weiss, e apresentado pela terceira vez pelo comediante Jimmy Kimmel. No Brasil, a transmissão foi feita pela Warner Bros. Discovery através do serviço de streaming HBO Max e na televisão por assinatura, seguindo a tradição da premiação, na TNT, apresentada por Ana Furtado com comentários de Camila Morgado e Michel Arouca. Pela primeira vez, desde 2005, a TV Globo não transmitiu a cerimônia após abrir mão dos direitos de transmissão.
Durante a cerimônia, foram entregues os prêmios da Academia, popularmente conhecidos como Oscar ou Óscar, em 23 categorias. Everything Everywhere All at Once recebeu um total de onze indicações, vencendo sete prêmios, incluindo o de Melhor Filme, Melhor Diretor, Melhor Atriz e Melhor Roteiro Original, sendo, portanto, o maior vencedor e indicado da cerimônia. Outros vencedores incluíram Im Westen nichts Neues com quatro prêmios e The Whale com dois, sendo um deles o de Melhor Ator pela performance de Brendan Fraser. Top Gun: Maverick, Black Panther: Wakanda Forever, Avatar: The Way of Water, Women Talking, RRR, Guillermo del Toro's Pinocchio e Navalny venceram uma estatueta cada. Por sua vez, os curtas-metragens vencedores foram An Irish Goodbye, The Boy, the Mole, the Fox and the Horse e The Elephant Whisperers.
A audiência total desta edição nos Estados Unidos foi superior ao do ano anterior, porém ainda permaneceu dentro do nível historicamente baixo.

## Vencedores e indicados
Os indicados foram anunciados em 24 de janeiro de 2023 às 13h30 UTC, em uma transmissão ao vivo a nível global no site oficial e no canal do Youtube da Academia de Artes e Ciências Cinematográficas, feita por Riz Ahmed e Allison Williams. Foi a primeira vez desde 2016 que as indicações foram reveladas a uma plateia ao vivo. O filme Everything Everywhere All at Once foi o que mais recebeu indicações, com 11 nomeações no total. Pela primeira vez na história do Oscar, mais de um candidato a Melhor Filme conseguiu arrecadar em bilheteria mais de 1 bilhão dólares globalmente: Avatar: The Way of Water arrecadou mais de 2 bilhões de dólares em todo o mundo, e Top Gun: Maverick arrecadou cerca de 1,5 bilhão de dólares globalmente. Também foi a primeira vez que duas sequências de filmes (Avatar: The Way of Water e Top Gun: Maverick) foram indicadas para a categoria de Melhor Filme.
Após dois anos consecutivos com mulheres vencendo na categoria de Melhor Diretor, nenhuma foi indicada este ano. Steven Spielberg recebeu sua nona nomeação ao prêmio de Melhor Diretor por The Fabelmans, empatando com Martin Scorsese como o segundo diretor com mais nomeações para o prêmio, atrás apenas de William Wyler com doze. Daniel Kwan e Daniel Schienert foram a quinta dupla indicada para a categoria de Melhor Diretor, com as indicações de Kwan para Melhor Diretor e Melhor Roteiro Original marcando a 13.ª ocorrência de cineastas asiáticos reconhecidos em cada categoria; como também Kwan se tornou no terceiro asiático, depois de Bong Joon-ho (por Gisaengchung) e Chloé Zhao (por Nomadland), a ser indicado para um "hat-trick" (Melhor Filme, Melhor Diretor e Melhor Roteiro).
Pelo filme Everything Everywhere All at Once, Michelle Yeoh, nascida na Malásia, se tornou na primeira asiática a ser indicada na categoria de Melhor Atriz, desde Merle Oberon por The Dark Angel, em 1935. No geral, com indicações para Michelle Yeoh, Ke Huy Quan, Stephanie Hsu (todas por Everything Everywhere All at Once) e Hong Chau (por The Whale), o número de indicados asiáticos para uma categoria de atuação alcançou o maior reconhecimento em uma única edição do Oscar, com quatro nomeações. Por sua atuação em Black Panther: Wakanda Forever, Angela Bassett recebeu uma nomeação para o prêmio de Melhor Atriz Coadjuvante, a primeira indicação por atuação na história da Marvel Studios. Aos 87 anos, Judd Hirsch, por sua atuação em The Fabelmans, se tornou na segunda pessoa mais velha a receber uma nomeação por atuação no Oscar, depois de Christopher Plummer em All the Money in the World. Com a indicação ao prêmio de Melhor Trilha Sonora por The Fabelmans, John Williams tornou-se a pessoa mais velha a ser indicada a um Oscar competitivo, aos 90 anos de idade, um recorde anteriormente detido por três pessoas que foram indicadas aos 89 anos: Ann Roth, figurinista de Ma Rainey's Black Bottom, James Ivory, roteirista de Call Me by Your Name, e Agnès Varda, diretora de Visages, villages. Williams recebeu pelo menos uma indicação ao Oscar por sete décadas consecutivas, desde a década de 1960.
Com a indicação de Domee Shi ao Melhor Filme de Animação, por Turning Red, esse foi o 10.º ano consecutivo em que um cineasta asiático foi indicado na respectiva categoria, o mais longo período de nomeação asiática em qualquer categoria. Com uma indicação para Melhor Roteiro Adaptado, Kazuo Ishiguro, o roteirista de Living, se tornou no primeiro asiático e o sexto vencedor do Prêmio Nobel a ser indicado ao Oscar. Catherine Martin, que é casada com o diretor Baz Luhrmann, foi indicada a três estatuetas e se tornou na primeira pessoa a ser indicada para as categorias de Melhor Filme, Melhor Design de Produção e Melhor Figurino. A cantora Rihanna recebeu sua primeira indicação a Melhor Canção Original por sua música "Lift Me Up" de Black Panther: Wakanda Forever. Pelo sexto ano consecutivo, Diane Warren foi indicada na categoria de Melhor Canção Original, por "Applause" de Tell It Like a Woman, se tornando a primeira pessoa a ser indicada por seis vezes consecutivas na categoria, desde Alan e Marilyn Bergman (de 1968 a 1973). A cinematógrafa de Elvis, Mandy Walker, se tornou a terceira mulher a ser indicada na categoria de Melhor Cinematografia, depois de Rachel Morrison (por Mudbound) e Ari Wegner (por The Power of the Dog). Com sua indicação na categoria de Melhor curta-metragem em live action, por Le Pupille, Alfonso Cuarón tornou-se a segunda pessoa a ser indicada em sete categorias diferentes no Oscar, igualando o recorde estabelecido por Kenneth Branagh no ano anterior. Esta indicação também marcou a primeira nomeação da Disney+ nesta categoria.
A cerimônia ocorreu em 12 de março de 2023; o filme Everything Everywhere All at Once se tornou o primeiro filme desde Gravity, na edição de 2014, a ganhar sete estatuetas em uma única cerimônia, e o vencedor de Melhor Filme mais premiado desde Slumdog Millionaire, em 2009. Foi também o terceiro filme da história a vencer em três categorias de atuação, seguindo A Streetcar Named Desire (em 1952) e Network (em 1977). A produtora A24 ganhou um total de nove prêmios, mais do que qualquer outro estúdio ou distribuidor, com os filmes Everything Everywhere All at Once e The Whale; no geral, o estúdio acabou por levar os sete principais prêmios da cerimônia – Melhor Filme, Melhor Diretor, Melhor Roteiro Original e os quatro prêmios de atuação. Deixando a cerimônia sem nenhum prêmio, The Fabelmans se tornou o primeiro filme em inglês vencedor do Prêmio Escolha do Público do Festival Internacional de Cinema de Toronto a perder todas as indicações ao Oscar desde Eastern Promises (em 2008), de David Cronenberg, e o primeiro filme de Steven Spielberg a não ganhar nenhum Oscar desde Ready Player One (em 2019).

### Prêmios
|   | Indica o(s) vencedor(es) de cada categoria. |
| † | Indica uma nomeação póstuma.                |

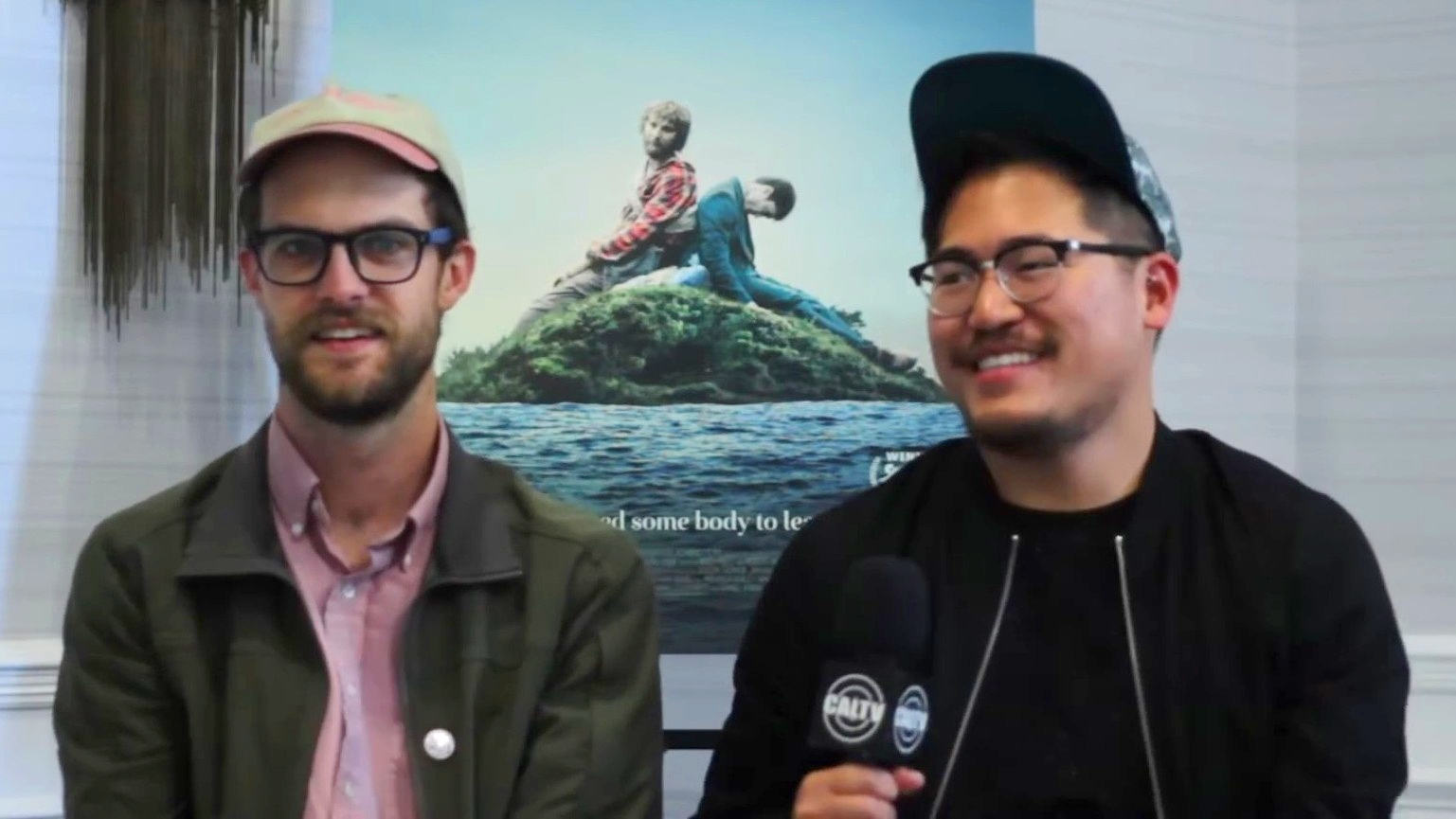
Daniel Scheinert e Daniel Kwan, vencedores de Melhor Filme, Melhor Direção e Melhor Roteiro Original

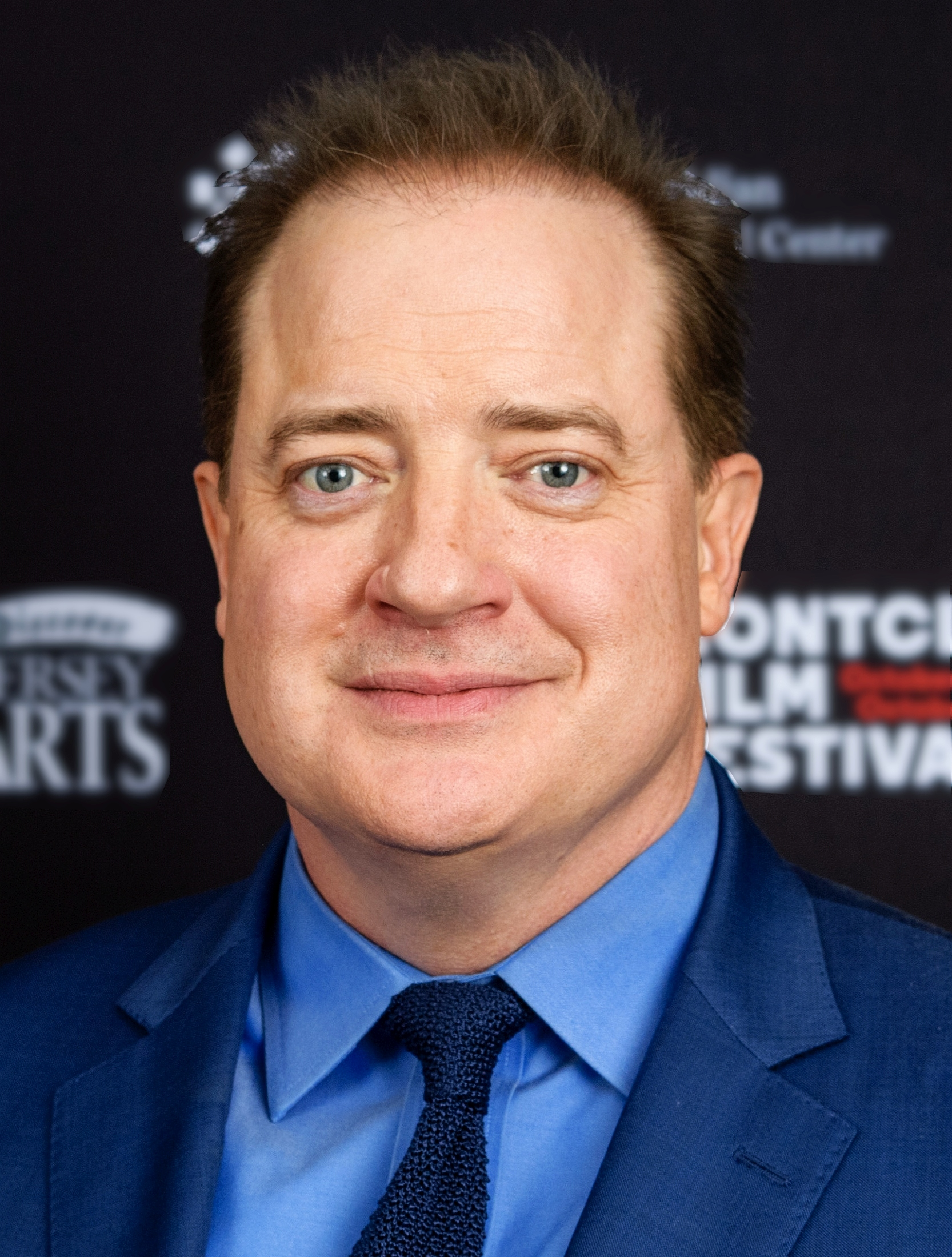
Brendan Fraser, vencedor de Melhor Ator

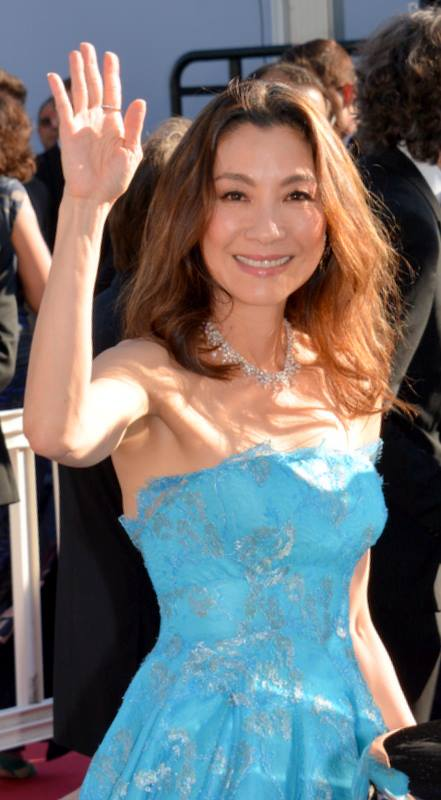
Michelle Yeoh, vencedora de Melhor Atriz

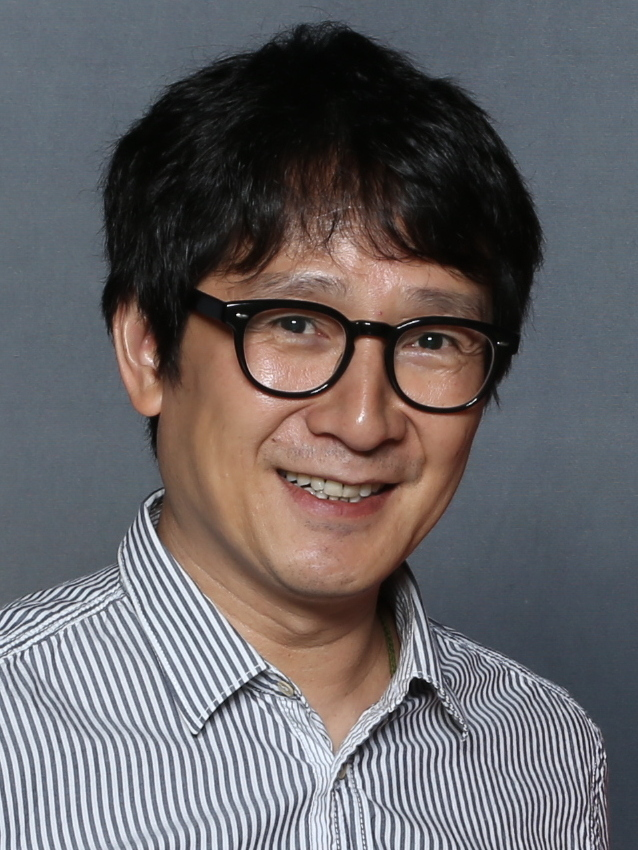
Ke Huy Quan, vencedor de Melhor Ator Secundário

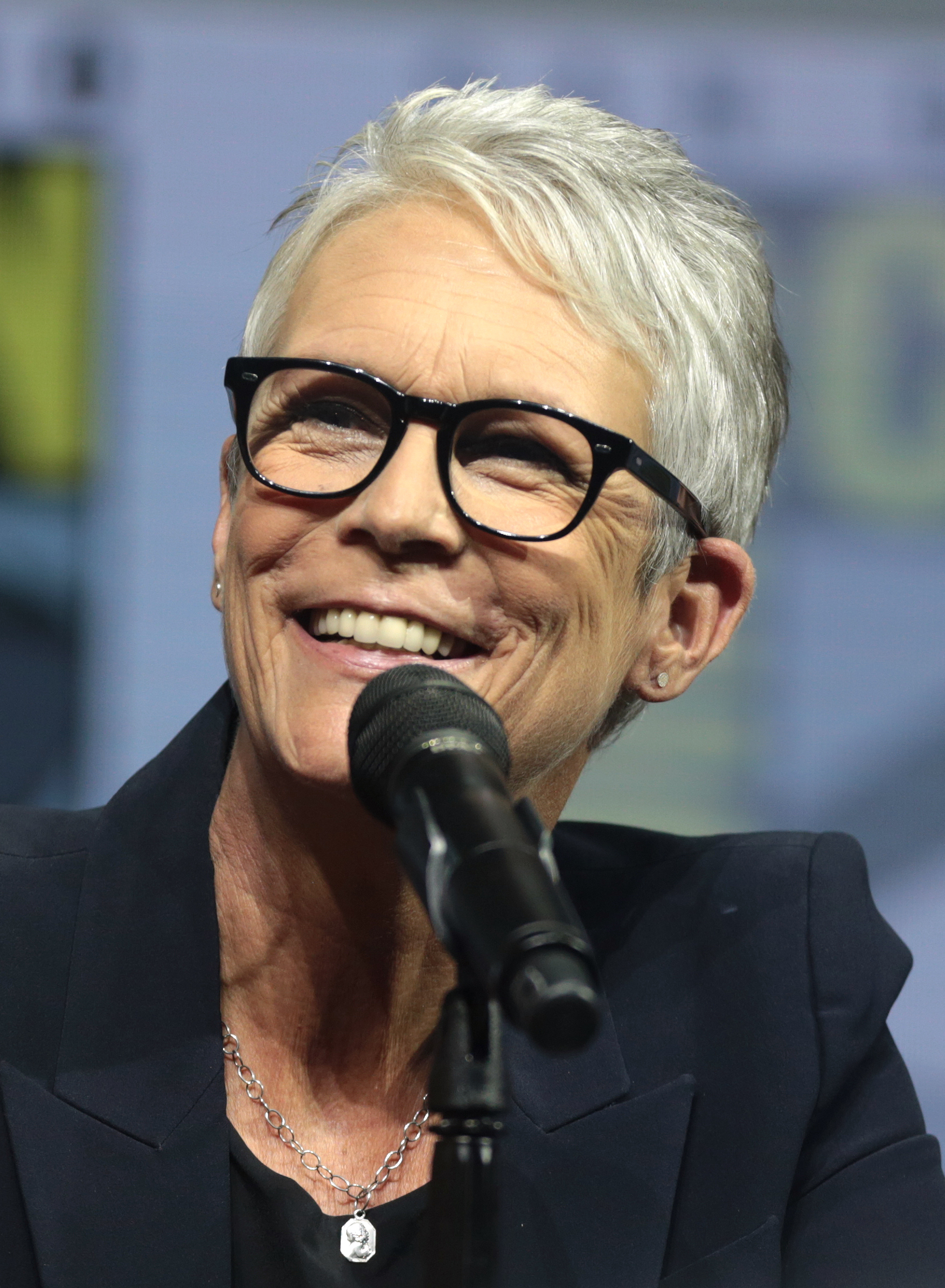
Jamie Lee Curtis, vencedora de Melhor Atriz Secundária

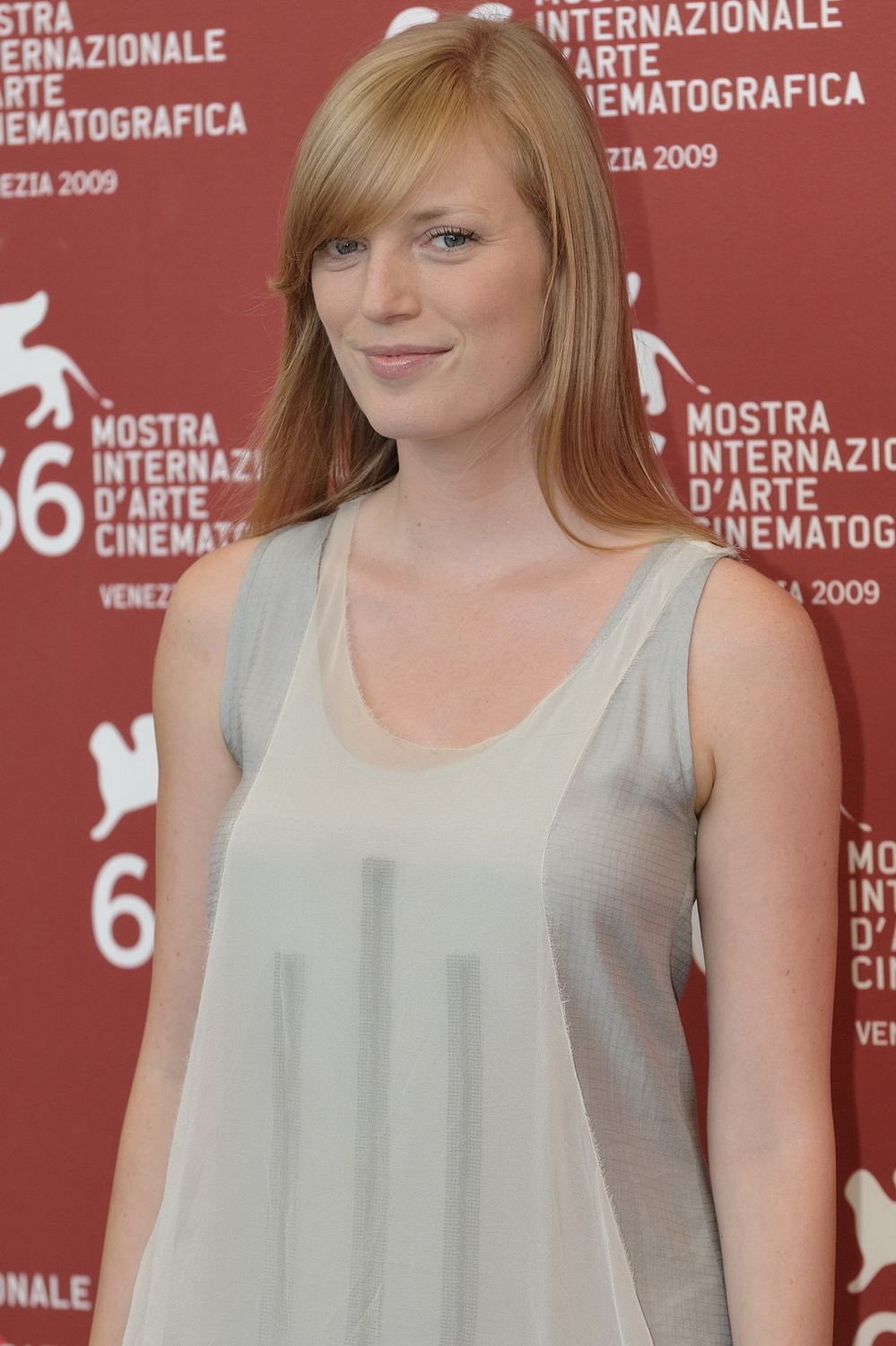
Sarah Polley, vencedora de Melhor Roteiro Adaptado

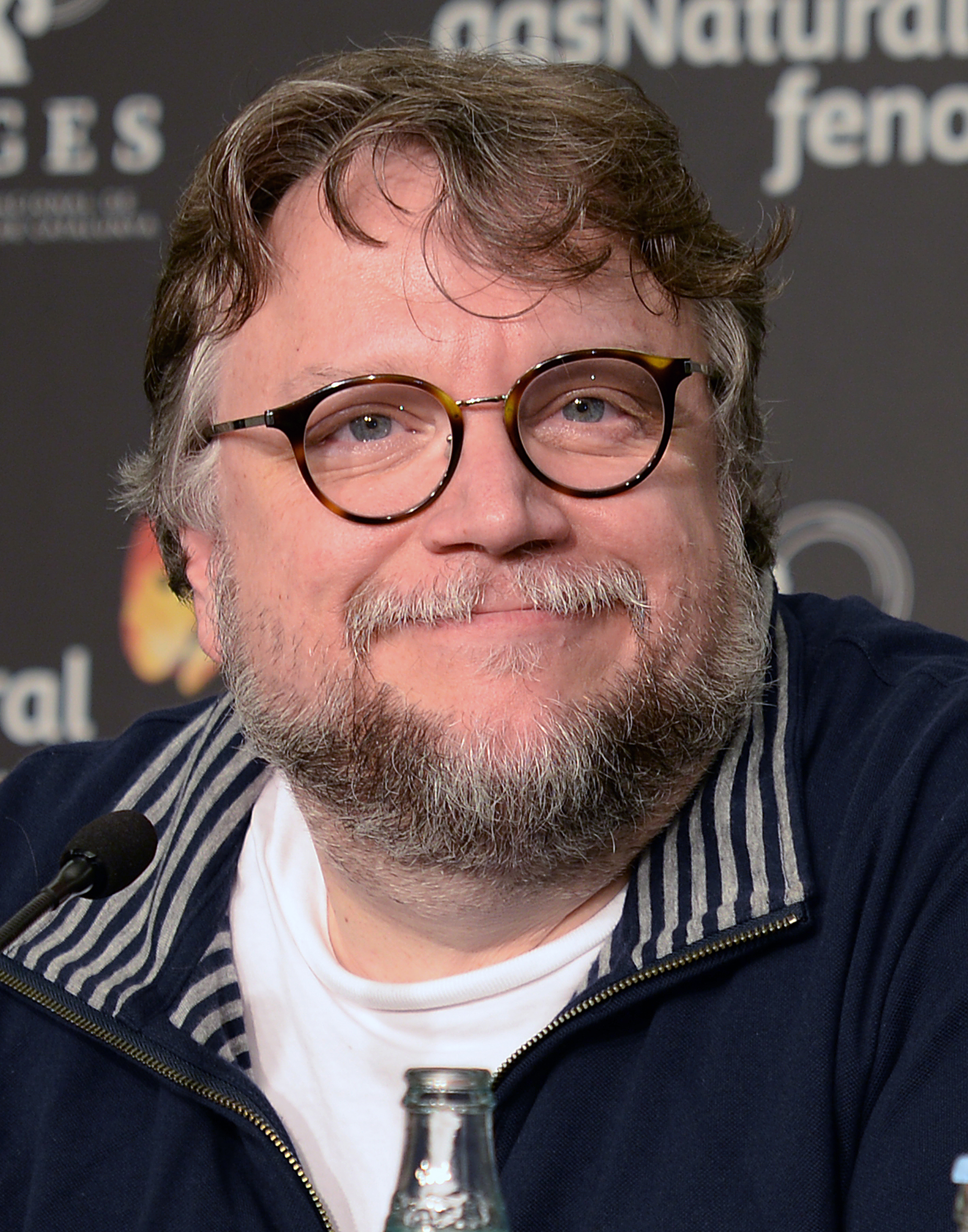
Guillermo del Toro, co-vencedor de Melhor Filme de Animação

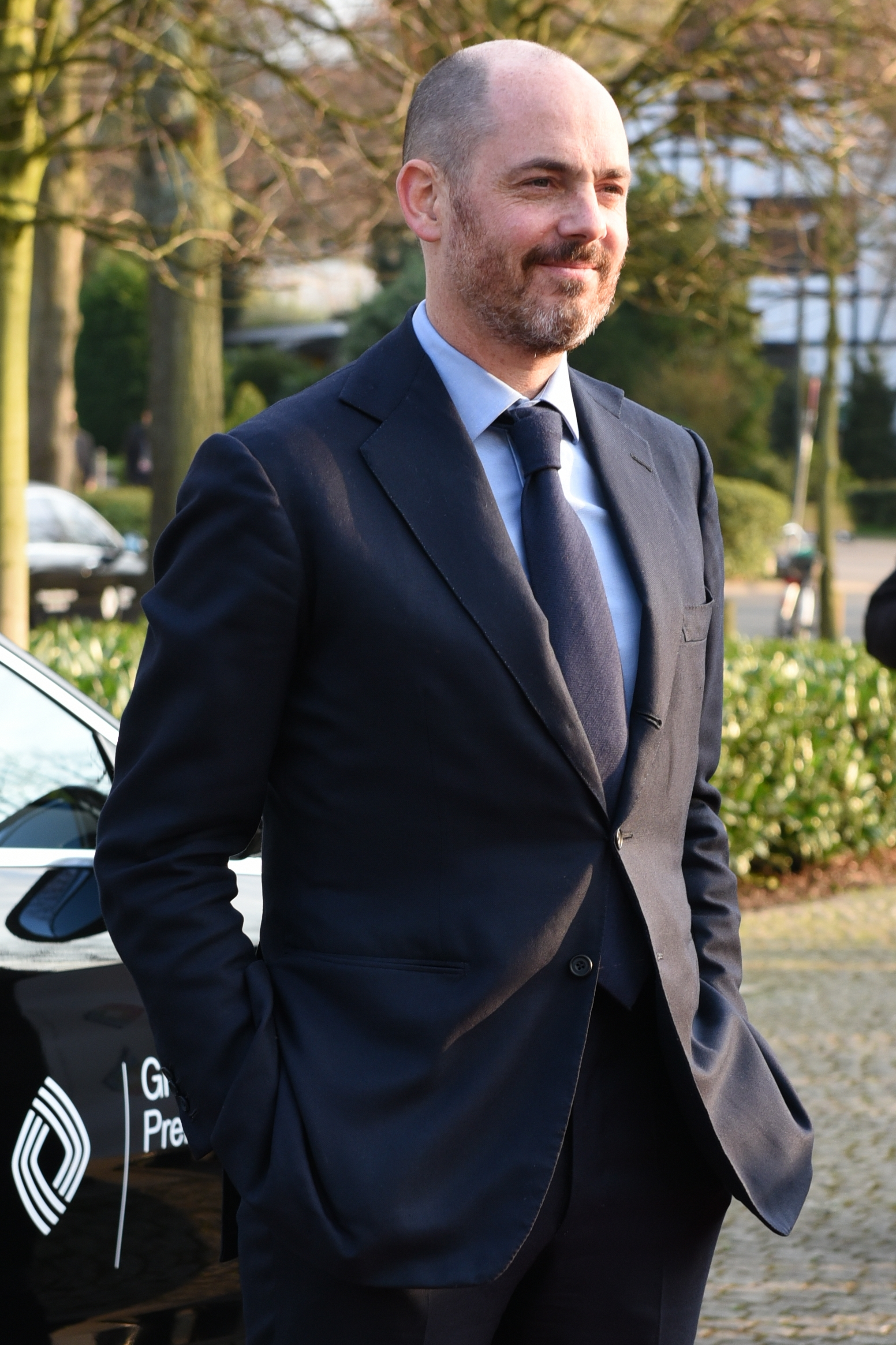
Edward Berger, vencedor de Melhor Filme Internacional

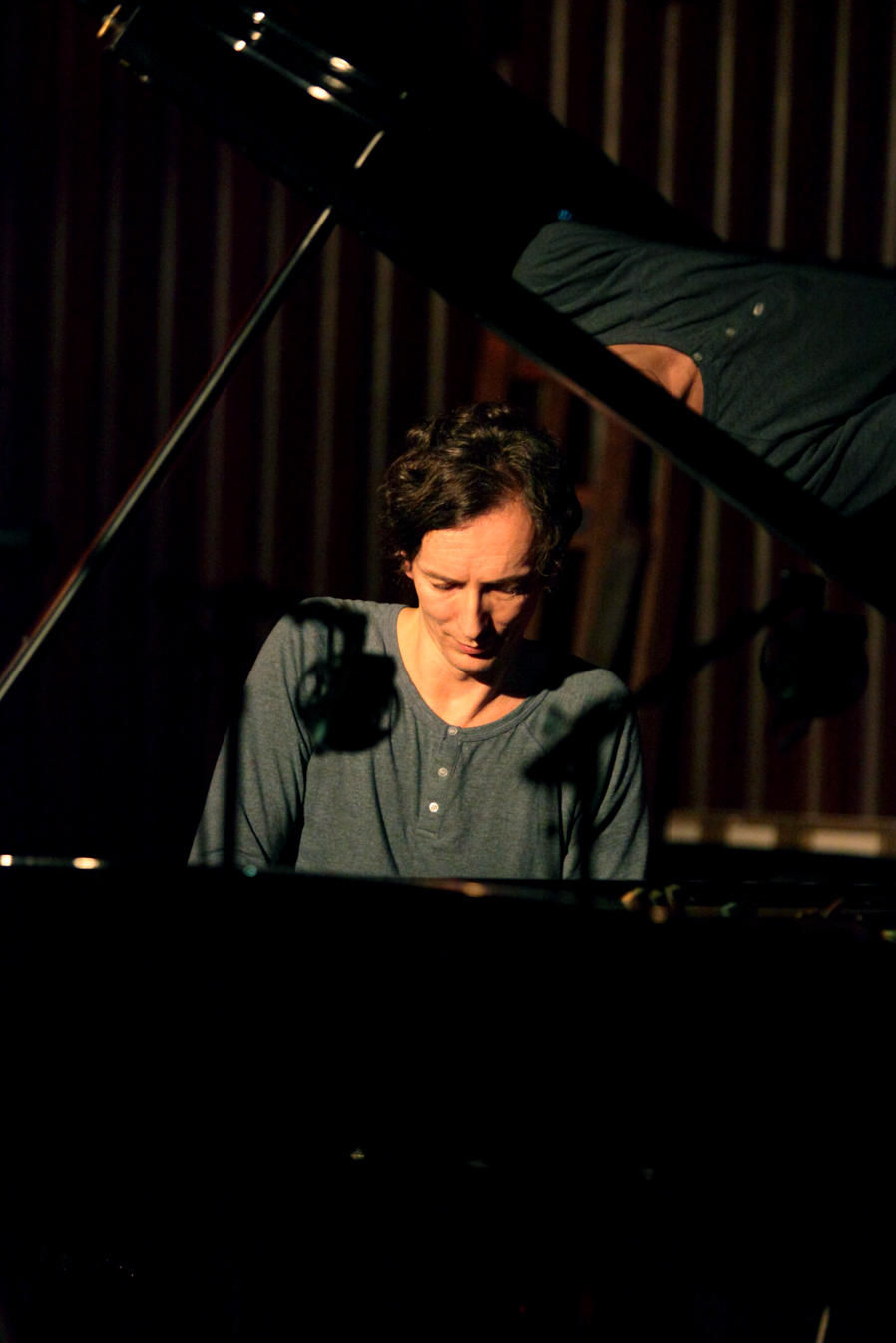
Volker Bertelmann, vencedor de Melhor Trilha Sonora

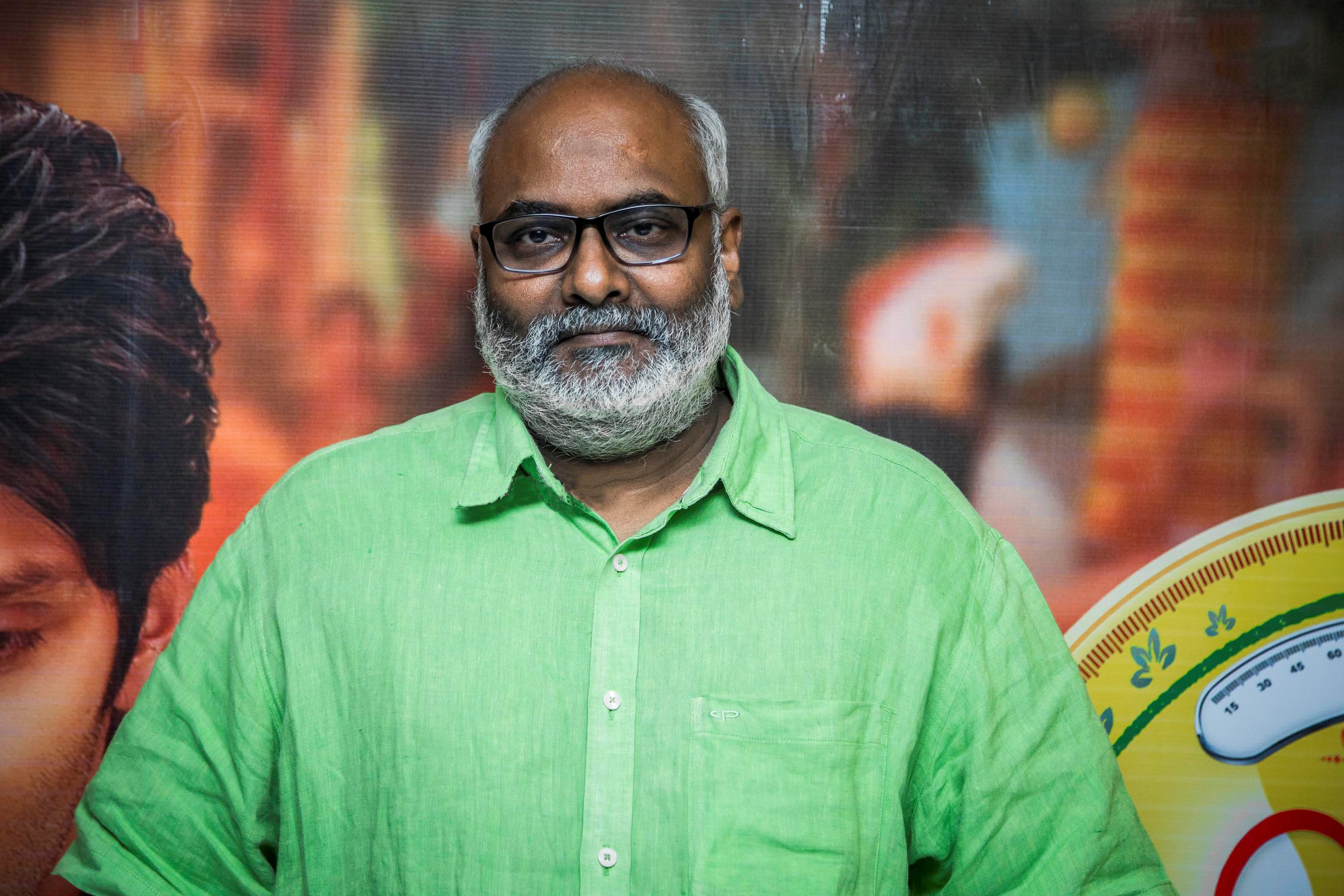
M. M. Keeravani, vencedor de Melhor Canção Original

| Melhor Filme Everything Everywhere All at Once – Daniel Kwan e Daniel Schienert e Jonathan Wang - Im Westen nichts Neues – Malte Grunert - Avatar: The Way of Water – James Cameron e Jon Landau - The Banshees of Inisherin – Graham Broadbent, Peter Czernin e Martin McDonagh - Elvis – Baz Luhrmann, Catherine Martin, Gail Berman, Patrick McCormick e Schuyler Weiss - The Fabelmans – Kristie Macosko Krieger, Steven Spielberg e Tony Kushner - Tár – Todd Field, Alexandra Milchan e Scott Lambert - Top Gun: Maverick – Tom Cruise, Christopher McQuarrie, David Ellison e Jerry Bruckheimer - Triangle of Sadness – Erik Hemmendorff e Philppe Bober - Women Talking – Dede Gardner, Jeremy Kleiner e Frances McDormand | Melhor Diretor/Realizador Daniel Kwan e Daniel Schienert – Everything Everywhere All at Once - Todd Field – Tár - Martin McDonagh – The Banshees of Inisherin - Ruben Östlund – Triangle of Sadness - Steven Spielberg – The Fabelmans |
| Melhor Ator/Actor (Principal) Brendan Fraser – The Whale como Charlie - Austin Butler – Elvis como Elvis Presley - Colin Farrell – The Banshees of Inisherin como Pardraic Suillebhain - Paul Mescal – Aftersun como Calum Paterson - Bill Nighy – Living como Mr. Williams | Melhor Atriz/Actriz (Principal) Michelle Yeoh – Everything Everywhere All at Once como Evelyn Wang - Cate Blanchett – Tár como Lydia Tár - Ana de Armas – Blonde como Norma Jeane Mortensen / Marilyn Monroe - Andrea Riseborough – To Leslie como Leslie Rowlands - Michelle Williams – The Fabelmans como Mitzi Schildkraut-Fabelman                                                        |
| Melhor Ator/Actor Coadjuvante/Secundário Ke Huy Quan – Everything Everywhere All at Once como Waymond Wang - Brendan Gleeson – The Banshees of Inisherin como Colm Doherty - Brian Tyree Henry – Causeway como James - Judd Hirsch – The Fabelmans como Boris Schildkraut - Barry Keoghan – The Banshees of Inisherin como Dominic Kearney | Melhor Atriz/Actriz Coadjuvante/Secundária Jamie Lee Curtis – Everything Everywhere All at Once como Deirdre Beaubeirdre - Angela Bassett – Black Panther: Wakanda Forever como Rainha Ramonda - Hong Chau – The Whale como Liz - Kerry Condon – The Banshees of Inisherin como Siobhan Suillebhain - Stephanie Hsu – Everything Everywhere All at Once como Joy Wang / Jobu Tupaki           |
| Melhor Argumento/Roteiro Original Everything Everywhere All at Once – Daniel Kwan e Daniel Schienert - The Banshees of Inisherin – Martin McDonagh - The Fabelmans – Steven Spielberg e Tony Kushner - Tár – Todd Field - Triangle of Sadness – Ruben Östlund | Melhor Argumento/Roteiro AdaptadoWomen Talking – Sarah Polley - Im Westen nichts Neues – Edward Berger - Glass Onion: A Knives Out Mystery – Rian Johnson - Living – Kazuo Ishiguro - Top Gun: Maverick – Ehren Kruger, Eric Warren Singer e Christopher McQuarrie |
| Melhor Filme de Animação Guillermo del Toro's Pinocchio – Guillermo del Toro, Mark Gustafson, Gary Ungar e Alex Bulkley - Marcel the Shell with Shoes On – Dean Fleischer Camp, Elisabeth Holm, Andrew Goldman, Caroline Kaplan e Paul Mezey - Puss in Boots: The Last Wish – Joel Crawford e Mark Swift - The Sea Beast – Chris Williams e Jed Schlanger - Turning Red – Domee Shi e Lindsey Collins | Melhor Filme Internacional Im Westen nichts Neues ( Alemanha) – Edward Berger - Argentina, 1985 ( Argentina) – Santiago Mitre - An Cailín Ciúin ( Irlanda) – Colm Bairéad - Close ( Bélgica) – Lukas Dhont - Eo ( Polónia) – Jerzy Skolimowski |
| Melhor Documentário em Longa-metragem Navalny – Daniel Roher, Odessa Rae, Diane Becker, Melanie Miller e Shane Boris - All That Breathes – Shaunak Sen, Aman Mann e Teddy Leifer - All the Beauty and the Bloodshed – Laura Poitras, Howard Gertler, John Lyons, Nan Goldin e Yoni Golijov - Fire of Love – Sara Dosa, Shane Boris e Ina Fichman - A House Made of Splinters – Simon Lereng Wilmont e Monica Hellström | Melhor Documentário em Curta-metragem The Elephant Whisperers – Kartiki Gonsalves e Guneet Monga - Haulout – Evgenia Arbugaeva e Maxim Arbugaev - How Do You Measure a Year? – Jay Rosenblatt - The Martha Mitchell Effect – Anne Alvergue e Beth Levison - Stranger at the Gate – Joshua Seftel e Conall Jones                                                                               |
| Melhor Curta-metragem An Irish Goodbye – Tom Berkely e Ross White - Ivalu – Anders Walter e Rebecca Pruzan - Le Pupille – Alice Rohrwacher e Alfonso Cuarón - Night Ride – Eirik Tveiten e Gaute Lid Larssen - The Red Suitcase – Cyrus Neshvad | Melhor Animação em Curta-metragem The Boy, the Mole, the Fox and the Horse – Charlie Mackesy e Matthew Freud - The Flying Sailor – Wendy Tilby e Amanda Forbis - Ice Merchants – João Gonzalez e Bruno Caetano - My Year of Dicks – Sara Gunnarsdóttir e Pamela Ribbon - An Ostrich Told Me The World Is Fake And I Think I Believe It – Lachlan Pendragon                                    |
| Melhor Banda/Trilha Sonora Im Westen nichts Neues – Volker Bertelmann - Babylon – Justin Hurwitz - The Banshees of Inisherin – Carter Burwell - Everything Everywhere All at Once – Son Lux - The Fabelmans – John Williams | Melhor Canção Original "Naatu Naatu" por RRR – M. M. Keeravani e Chandrabose - "Applause" por Tell It Like a Woman – Diane Warren - "Hold My Hand" por Top Gun: Maverick – Lady Gaga e BloodPop - "Lift Me Up" por Black Panther: Wakanda Forever – Tems, Rihanna, Ryan Coogler e Ludwig Göransson - "This is a Life" por Everything Everywhere All at Once – Ryan Lott, David Byrne e Mitski |
| Melhor Som Top Gun: Maverick – Mark Weingarten, James H. Mather, Al Nelson, Chris Burdon e Mark Taylor - Im Westen nichts Neues – Viktor Prášil, Frank Kruse, Markus Stemler, Lars Ginzel e Stefan Korte - Avatar: The Way of Water – Julian Howarth, Gwendolyn Yates Whittle, Dick Bernstein, Christopher Boyes, Gary Summers e Michael Hedges - The Batman – Stuart Wilson, William Files, Douglas Murray e Andy Nelson - Elvis – David Lee, Wayne Pashley, Andy Nelson e Michael Keller | Melhor Design de Produção Im Westen nichts Neues – Christian M. Goldbeck e Ernestine Hipper - Avatar: The Way of Water – Dylan Cole, Ben Procter e Vanessa Cole - Babylon – Florencia Martin e Anthony Carlino - Elvis – Catherine Martin, Karen Murphy e Beverley Dunn - The Fabelmans – Rick Carter e Karen O'Hara                                                                          |
| Melhor Cinematografia/Fotografia Im Westen nichts Neues – James Friend - Bardo, falsa crónica de unas cuantas verdades – Darius Khondji - Elvis – Mandy Walker - Empire of Light – Roger Deakins - Tár – Florian Hoffmeister | Melhor Maquiagem/Maquilhagem e Penteados The Whale – Adrien Morot, Judy Chin e Anne Marie Bradley - Im Westen nichts Neues – Heike Merker e Linda Eisenhamerová - The Batman – Naomi Donne, Mike Marino e Mike Fontaine - Black Panther: Wakanda Forever – Camille Friend e Joel Harlow - Elvis – Mark Coulier, Jason Baird e Aldo Signoretti                                                 |
| Melhor Figurino/Guarda-Roupa Black Panther: Wakanda Forever – Ruth E. Carter - Babylon – Mary Zophres - Elvis – Catherine Martin - Everything Everywhere All at Once – Shirley Jurata - Mrs. Harris Goes to Paris – Jenny Beavan | Melhor Edição/Montagem Everything Everywhere All at Once – Paul Rogers - The Banshees of Inisherin – Mikkel E.G. Nielsen - Elvis – Matt Villa e Jonathan Redmond - Tár – Monika Willi - Top Gun: Maverick – Eddie Hamilton |
| Melhores Efeitos Visuais Avatar: The Way of Water – Joe Letteri, Richard Baneham, Eric Saindon e Daniel Barrett - Im Westen nichts Neues – Frank Petzold, Viktor Müller, Markus Frank e Kamil Jafar - The Batman – Dan Lemmon, Russell Earl, Anders Langlands e Dominic Tuohy - Black Panther: Wakanda Forever – Geoffrey Baumann, Craig Hammack, R. Christopher White e Dan Sudick - Top Gun: Maverick – Ryan Tudhope, Seth Hill, Bryan Litson e Scott R. Fisher | |

### Governors Awards
Em 21 de junho de 2022, a Academia anunciou seus vencedores da 13.ª cerimônia anual do Governors Awards, que foi realizada em 19 de novembro de 2022, durante a qual foram apresentados os seguintes prêmios:

#### Oscar Honorário
- Euzhan Palcy – "Euzhan Palcy é uma cineasta pioneira cujo significado inovador no cinema internacional está cimentado na história do cinema".
- Diane Warren – "A música e as letras de Diane Warren ampliaram o impacto emocional de inúmeros filmes e inspiraram gerações de artistas musicais".
- Peter Weir – "Peter Weir é um diretor de habilidade e talento consumados, cujo trabalho nos lembra o poder do filme de revelar toda a gama da experiência humana".

#### Prêmio Humanitário Jean Hersholt
- Michael J. Fox – "A defesa incansável de Michael J. Fox na pesquisa sobre a doença de Parkinson, juntamente com seu otimismo sem limites, exemplifica o impacto de uma pessoa em mudar o futuro de milhões".

### Filmes com mais indicações e prêmios
| Indicações | Filme                             |
| ---------- | --------------------------------- |
| 11         | Everything Everywhere All at Once |
| 9          | Im Westen nichts Neues            |
| 9          | The Banshees of Inisherin         |
| 8          | Elvis                             |
| 7          | The Fabelmans                     |
| 6          | Tár                               |
| 6          | Top Gun: Maverick                 |
| 5          | Black Panther: Wakanda Forever    |
| 4          | Avatar: The Way of Water          |
| 3          | Babylon                           |
| 3          | The Batman                        |
| 3          | Triangle of Sadness               |
| 3          | The Whale                         |
| 2          | Living                            |
| 2          | Women Talking                     |

| Prêmios | Filme                             |
| ------- | --------------------------------- |
| 7       | Everything Everywhere All at Once |
| 4       | Im Westen nichts Neues            |
| 2       | The Whale                         |

## Apresentadores e performances
Os seguintes apresentaram prêmios e apresentaram números musicais.
| Nome(s)                              | Papel                                                                          |
| ------------------------------------ | ------------------------------------------------------------------------------ |
| Sylvia Villagran                     | Locutora do 95º Oscar                                                          |
| Dwayne Johnson Emily Blunt           | Apresentaram o prêmio de Melhor Animação                                       |
| Ariana DeBose Troy Kotsur            | Apresentaram o prêmio de Melhor Ator Coadjuvante                               |
| Ariana DeBose Troy Kotsur            | Apresentaram o prêmio de Melhor Atriz Coadjuvante                              |
| Cara Delevingne                      | Introduziu a performance "Applause" de Tell It Like a Woman                    |
| Riz Ahmed Ahmir "Questlove" Thompson | Apresentaram o prêmio de Melhor Documentário em longa metragem                 |
| Riz Ahmed Ahmir "Questlove" Thompson | Apresentaram o prêmio de Melhor Curta-Metragem em live-action                  |
| Halle Bailey Melissa McCarthy        | Introduziram o teaser de A Pequena Sereia                                      |
| Michael B. Jordan Jonathan Majors    | Apresentaram o prêmio de Melhor Cinematografia                                 |
| Donnie Yen                           | Introduziu a performance "This Is a Life" de Everything Everywhere All at Once |
| Jennifer Connelly Samuel L. Jackson  | Apresentaram o prêmio de Melhor Maquiagem e Penteados                          |
| Morgan Freeman Margot Robbie         | Apresentaram a homenagem ao centenário da Warner Bros                          |
| Paul Dano Julia Louis-Dreyfus        | Apresentaram o prêmio de Melhor Figurino                                       |
| Deepika Padukone                     | Introduziu a performance de "Naatu Naatu" de RRR                               |
| Eva Longoria Janet Yang              | Apresentaram o Museu da Academia de Artes e Ciências Cinematográficas          |
| Antonio Banderas Salma Hayek         | Apresentaram o prêmio de Melhor Filme Internacional                            |
| Elizabeth Olsen Pedro Pascal         | Apresentaram o prêmio de Melhor Documentário de curta-metragem                 |
| Elizabeth Olsen Pedro Pascal         | Apresentaram o prêmio de Melhor Curta Metragem de Animação                     |
| Lady Gaga                            | Introduziu a performance de "Hold My Hand" de Top Gun: Maverick                |
| Hugh Grant Andie MacDowell           | Apresentaram o prêmio de Melhor Direção de Arte                                |
| John Cho Mindy Kaling                | Apresentaram o prêmio de Melhor Trilha Sonora                                  |
| Elizabeth Banks                      | Apresentou o prêmio de Melhores Efeitos Visuais                                |
| Danai Gurira                         | Introduziu a performance "Lift Me Up" de Black Panther: Wakanda Forever        |
| Andrew Garfield Florence Pugh        | Apresentaram o prêmio de Melhor Roteiro Original                               |
| Andrew Garfield Florence Pugh        | Apresentaram o prêmio de Melhor Roteiro Adaptado                               |
| Janelle Monáe Kate Hudson            | Apresentaram o prêmio de Melhor Som                                            |
| Janelle Monáe Kate Hudson            | Apresentaram o prêmio de Melhor Canção Original                                |
| John Travolta                        | Introduziu o tributo In Memorian                                               |
| Zoe Saldana Sigourney Weaver         | Apresentaram o prêmio de Melhor Montagem                                       |
| Idris Elba Nicole Kidman             | Apresentaram o prêmio de Melhor Direção                                        |
| Jessica Chastain Halle Berry         | Apresentaram o prêmio de Melhor Ator                                           |
| Jessica Chastain Halle Berry         | Apresentaram o prêmio de Melhor Atriz                                          |
| Harrison Ford                        | Apresentou o prêmio de Melhor Filme                                            |

| Nome                              | Papel           | Trabalho                                              |
| --------------------------------- | --------------- | ----------------------------------------------------- |
| Rickey Minor                      | Diretor musical | Orquestra                                             |
| Sofia Carson Diane Warren         | Intérprete      | "Applause" de Tell It Like a Woman                    |
| Lady Gaga                         | Intérprete      | "Hold My Hand" de Top Gun: Maverick                   |
| Rihanna                           | Intérprete      | "Lift Me Up" de Black Panther: Wakanda Forever        |
| Rahul Sipligunj Kaala Bhairava    | Intérpretes     | "Naatu Naatu" de RRR                                  |
| David Byrne Son Lux Stephanie Hsu | Intérpretes     | "This Is a Life" de Everything Everywhere All at Once |
| Lenny Kravitz                     | Intérpretes     | Tributo In Memoriam                                   |

## Informações da cerimônia
Em maio de 2022, a Academia anunciou que não aceitará mais filmes lançados apenas em streaming, como tinha aceitado nas edições anteriores devido à pandemia de COVID-19 e ao encerramento das salas de cinema. Entretanto, apesar da volta da exigência de lançamentos nos cinemas, a Academia também afirmou que os filmes não precisam mais ser lançados especificamente em Nova York ou em Los Angeles para se qualificar para a premiação; eles também podem ser exibidos em Atlanta, Bay Area, Chicago ou Miami e, ainda assim, serem elegíveis.
Em agosto de 2022, o CEO da Academia, Bill Kramer, confirmou que esta edição do Oscar teria um apresentador. Chris Rock, que foi agredido por Will Smith na edição anterior da cerimônia, recusou o convite da Academia para ser o apresentador dessa edição do Oscar, referindo que voltar para o Oscar seria como "voltar para uma cena de crime".
Em setembro de 2022, Glenn Weiss e Ricky Kirshner foram selecionados como os produtores do Oscar 2023, sendo que Weiss também será o diretor dessa edição do Oscar, algo que ele fez nos últimos sete anos de cerimônia, apesar de ser apenas a sua segunda vez com o crédito de produtor. Outros integrantes da equipe de gestão, produção e assistência também foram nomeados para a cerimônia.

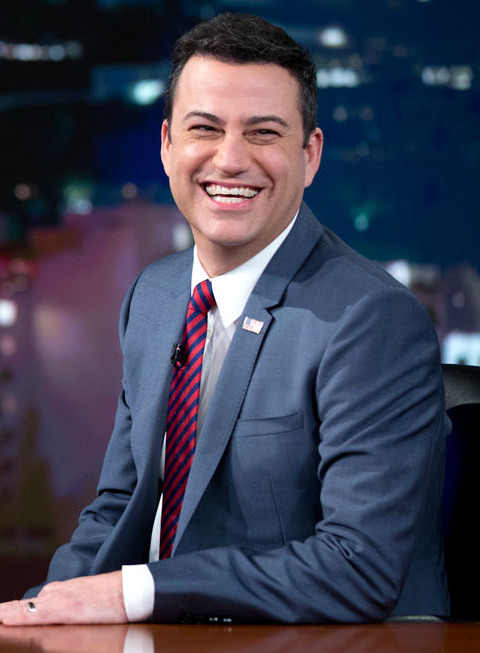
Jimmy Kimmel, apresentador do Oscar 2023.

Em novembro de 2022, foi confirmado que o comediante Jimmy Kimmel iria apresentar a cerimônia pela terceira vez, depois de o ter feito em 2017 e 2018. No dia 29 do mesmo mês, o CEO da Academia, Bill Kramer, anunciou que todas as categorias seriam incluídas na transmissão ao vivo da cerimônia. Este anúncio veio após oito categorias do Oscar (trilha sonora, cabelo e maquiagem, curta em documentário, edição, design de produção, curta de animação, curta em live action, e som) terem sido removidas da transmissão principal do Oscar 2022, o que gerou muita indignação em toda a indústria cinematográfica.
Em 21 de dezembro de 2022, em uma votação preliminar, foram anunciados os pré-finalistas (pertencentes a 10 categorias gerais) que estavam concorrendo à indicação final em suas respectivas categorias. Em 24 de janeiro de 2023, as indicações foram anunciadas por Riz Ahmed e Allison Williams.
Em 11 de fevereiro de 2023, a maioria da equipe de produção da cerimônia foi anunciada, com Rob Paine como produtor co-executivo, Sarah Levine Hall, Raj Kapoor, Erin Irwin e Jennifer Sharron se juntando como produtores, Rickey Minor retornando como diretor musical desde a cerimônia de 2020, Taryn Hurd como produtor de talentos, Dave Boone, Nefetari Spencer e Agathe Panaretos como escritores, e Robert Dickinson retornando como designer de iluminação.
Para a performance de Melhor Canção Original de "This Is a Life" de Everything Everywhere All at Once, a cantora japonesa Mitski, que canta a música no filme com David Byrne, não estava disponível para ir à cerimônia, e Stephanie Hsu fez a performance em seu lugar. M. M. Keeravani atuou como diretor musical para a apresentação de "Naatu Naatu" de RRR pelos cantores Kaala Bhairava e Rahul Sipligunj, que envolveu dançarinos de Los Angeles realizando a coreografia da música; no entanto, as estrelas do filme N. T. Rama Rao Jr. e Ram Charan não participaram porque não tiveram tempo de ensaiar. "Hold My Hand" não estava inicialmente programada para ser apresentada na cerimônia devido ao compromisso de Lady Gaga em filmar Joker: Folie à Deux. No entanto, no último minuto, foi relatado que Gaga iria cantar a música afinal. O trailer oficial da refilmagem live-action da Disney de A Pequena Sereia também estreou durante a transmissão, com as artistas Halle Bailey e Melissa McCarthy aparecendo como apresentadoras para promover o filme. Morgan Freeman e Margot Robbie também apresentaram uma homenagem ao 100.º aniversário da Warner Bros. Tanto o trailer de A Pequena Sereia quanto o tributo à Warner Bros. foram ao ar como anúncios na transmissão da ABC e não foram exibidos no Tetaro Dolby ou para todos os telespectadores internacionais.
O presidente da Ucrânia, Volodymyr Zelenskyy, teria pedido para aparecer remotamente na cerimônia para aumentar a conscientização sobre a invasão russa em seu país, mas seu pedido foi recusado pela Academia. Glenn Close foi originalmente anunciada como uma das apresentadoras, mas foi forçada a cancelar devido a um teste positivo para a COVID-19.
A aparência das chegadas no tapete vermelho na cerimônia recebeu uma grande reformulação supervisionada pelos consultores criativos Lisa Love e Raúl Àvila, para criar uma transição mais suave da luz do sol do final da tarde fora do auditório para a noite dentro do mesmo (que havia sido notado pelo CEO da Academia, Bill Kramer, como uma questão recorrente no tapete vermelho desde sua introdução no Oscar 1961). Como parte dessas mudanças, a cor do tapete vermelho homônimo foi alterada pela primeira vez, tornando-se uma cor champanhe contrastada por cortinas cor de Sienna projetadas para bloquear mais o sol.

### Indicação controversa de Andrea Riseborough
A indicação de Andrea Riseborough na categoria de Melhor Atriz por sua atuação no longa To Leslie atraiu a ira de críticos e especialistas, já que a Momentum Pictures, distribuidora do filme, não financiou uma campanha de premiação convencional e publicitária ao filme; ao invés disso, o diretor Michael Morris e sua esposa, a atriz Mary McCormack, organizaram uma "campanha apoiada por celebridades" para que Riseborough fosse indicada ao Oscar de Melhor Atriz. Eles entraram em contatos amigos e colegas da indústria do entretenimento, pedindo-lhes que assistissem ao filme e o compartilhassem com outras pessoas, caso gostassem. Entre aqueles que fizeram lobby pelo desempenho de Riseborough estavam Kate Winslet, Amy Adams, Edward Norton, Melanie Lynskey, Gwyneth Paltrow, Jane Fonda, Jennifer Aniston, e até mesmo sua colega e indicada na mesma categoria no ano, Cate Blanchett. Morris e Riseborough também contrataram publicitários para coordenar os esforços. Embora até então não fosse amplamente visto ou considerada como um séria candidata a prêmios, a campanha aumentou com sucesso o perfil do filme, já que dezenas de celebridades elogiaram publicamente e o desempenho de Riseborough nas redes sociais; alguns também apresentaram exibições durante a votação para as indicações ao Oscar em janeiro de 2023. Riseborough foi indicada ao prêmio em 24 de janeiro, sendo caracterizada pelo Los Angeles Times como "uma das mais chocantes da história do Oscar".
Após a indicação ser anunciada, houve especulação na mídia e na indústria cinematográfica de que as táticas poderiam ter violado uma regra da Academia de Artes e Ciências Cinematográficas contra a presença de lobby na votações. As regras da Academia proíbem os indivíduos de dar "sua assinatura pessoal, cumprimentos pessoais ou apelos para assistir ao filme" em comunicações relacionadas à campanha. Uma postagem na conta do filme no Instagram também foi alvo de críticas, por possivelmente violar uma regra da Academia contra "[selecionar] 'a competição' pelo nome"; a postagem apresentava uma citação do crítico de cinema Richard Roeper, que elogiou a atuação de Riseborough como melhor do que a de Blanchett em Tár, também indicada a Melhor Atriz. Em 27 de janeiro, a Academia anunciou que estava "realizando uma revisão dos procedimentos de campanha em torno dos indicados deste ano, para garantir que nenhuma diretriz fosse violada e para nos informar se mudanças nas diretrizes poderiam ser necessárias em uma nova era de mídia social. e comunicação digital".
A Academia ocasionalmente rescinde indicações caso seja descoberto que o indicado participou de uma campanha que infligisse as regras. No entanto, não houve relatos de que Riseborough o tivesse feito ou de que algum membro da Academia tivesse apresentado queixas formais sobre o comportamento da campanha; consequentemente, Clayton Davis da Variety e Pete Hammond do Deadline Hollywood previram que a indicação não seria afetada. Em 31 de janeiro, a Academia concluiu sua revisão citando uma "táticas de campanha de divulgação nas mídia social" que, segundo eles, causaram "preocupação", mas confirmando que a indicação de Riseborough seria mantida.

### Acusações de racismo
Após a polêmica indicação de Andrea Riseborough na categoria de Melhor Atriz, houve diversas críticas à cerimônia por descartar Viola Davis e Danielle Deadwyler por suas atuações respectivamente em A Mulher Rei e Till, apesar da presença das atrizes em outras premiações da indústria audiovisual estadunidense. Em uma matéria ao Los Angeles Times, Shawn Edwards traz a seguinte manchete: "Sim, o Oscar costuma desprezar o talento negro. Comece a prestar atenção às premiações que não". Sua matéria é uma resposta à outra escrita ao mesmo veículo por Robert Daniels que apresenta a seguinte manchete: "Não é apenas o Oscar que falha com as mulheres negras. É todo o ecossistema de premiações".
Edwards concorda com a presença de racismo sistêmico no prêmio da AMPAS, todavia discorda de Daniels ao rotular todos as outras da mesma forma, em suas palavras: "Sim, grande parte do ecossistema de premiações está quebrada e encharcada de racismo sistêmico e falta de consciência multicultural. A omissão de Viola Davis e Danielle Deadwyler entre os indicados a atriz principal no Oscar é uma evidência flagrante disso. Mas dizer que todo o ecossistema está falhando demonstra ignorância deliberada ou uma recusa em reconhecer a infinidade de programas de premiação e grupos de críticos que estão na linha de frente do apoio ao talento negro há anos." Shawn cita algumas premiações que reconhecem o talento e presença negra na indústria audiovisual, como a quinta edição do Black Cinema & Television e ainda apresenta que a Critics Choice Association agora possuí um conjunto de reconhecimentos de diversidade, expandindo sua iniciativa de inclusão com eventos de gala que celebram latinos, asiáticos e nascidos em ilhas do pacífico.
Por outro lado, Robert Daniels, inicia sua matéria da seguinte maneira: "Não é a primeira vez que o Oscar é examinado por suas deficiências em diversidade: a organização supostamente passou por uma busca coletiva após 2015, em que April Reign fez do #OscarsSoWhite um marco cultural. O esforço resultante para diversificar o corpo de votação da academia produziu vitórias sísmicas como Moonlight e Parasita levando o prêmio de melhor filme. Para as mulheres negras, pouca coisa mudou". Nesta edição da premiação, para ele, "esse histórico sombrio tornou-se mais gritante: o queridinho da crítica de Alice Diop, Saint Omer, e inscrição da França para filme internacional, não conseguiu passar da linha de chegada. The Woman King de Gina Prince-Bythewood não apareceu em nenhuma categoria, nem mesmo nas áreas técnicas onde muitos especialistas esperavam que o épico histórico tivesse um bom desempenho. Tanto Viola Davis (The Woman King) quanto Danielle Deadwyler (Till) foram excluídas de atriz principal após meses na frente da corrida (Angela Bassett conseguiu uma indicação de atriz coadjuvante por Pantera Negra: Wakanda para sempre)".
Por fim, ainda houve as acusações de misoginia vindas da diretora Chinonye Chukwu, por Till, uma história de uma mãe negra que, após perder o filho brutalmente assassinado no Tennessee, luta por justiça. Nas palavras de Chukwu no instagram: “Vivemos em um mundo e trabalhamos em setores que estão tão agressivamente comprometidos em defender a branquitude e perpetuar uma misoginia descarada em relação às mulheres negras. E ainda. Sou eternamente grata pela maior lição da minha vida — independentemente de quaisquer desafios ou obstáculos, sempre terei o poder de cultivar minha própria alegria, e é essa alegria que continuará sendo uma das minhas maiores formas de resistência”.

### Controvérsia do vestido de Tems
A roupa da cantora nigeriana Tems para o evento se tornou viral e enfrentou críticas depois que um vídeo mostrando o vestido obstruindo a visão do público que estava sentado atrás dela foi postado na internet. Isso gerou uma polêmica entre alguns usuários do Twitter que a criticaram como "egoísta e rude", mas também foi elogiado por outros que viu o vestido como símbolo da cultura negra.

### Presença lusófona
A Academia Brasileira de Cinema submeteu o filme Marte Um, de Gabriel Martins, para a apreciação da Academia ao prêmio de Melhor Filme Internacional, enquanto que a Academia Portuguesa de Cinema submeteu Alma Viva, de Cristèle Alves Meira, porém, ambos os filmes ficaram de fora da lista final dos quinze pré-indicados na categoria. Todavia, duas obras audiovisuais brasileiras marcaram presença na lista dos pré-indicados: o curta-metragem de ficção Sideral, dirigido por Carlos Segundo, e o documentário de longa-metragem "The Territory", coproduzido entre Brasil, Estados Unidos e Dinamarca. O documentário foi auxiliado por uma tribo indígena brasileira, Uru-Eu-Wau-Wa, em que houve cenas filmadas em Rondônia, tendo presença de cineastas locais. Porém, tanto o curta como o documentário brasileiro acabaram por ficar de fora da lista final dos indicados à premiação.
Semelhantemente, o curta-metragem em live-action português O Lobo Solitário, de Filipe Melo, e os curtas-metragens de animação portugueses Ice Merchants, de João Gonzalez, e O Homem do Lixo, de Laura Gonçalves, foram pré-indicados entre os 15 melhores do ano. Foi um feito histórico para o cinema português porque, desde que as listas de pré-indicados são anunciadas publicamente, apenas dois curtas de animação portugueses tinham sido finalistas mas não chegaram à indicação: História Trágica com Final Feliz em 2006 e Tio Tomás, A Contabilidade dos Dias em 2019, ambos de Regina Pessoa. Tanto O Lobo Solitário como O Homem do Lixo acabaram por ficar de fora da lista final dos indicados à premiação. Porém, Ice Merchants foi indicado ao Oscar de Melhor Curta-Metragem de Animação, tornando-se no primeiro filme de produção portuguesa a integrar os indicados para o Oscar. Ice Merchants acabou por perder o prêmio para o curta The Boy, the Mole, the Fox and the Horse.

## In Memoriam
- Olivia Newton-John – cantora, atriz
- John Korty – diretor, produtor
- May Routh – figurinista
- Louise Fletcher – atriz
- John Zaritsky – diretor de fotografia
- Albert Brenner – desenhista de produção
- Irene Papas – atriz
- Mitchell Goldman – executivo
- Bob Rafelson – diretor, escritor, produtor
- Albert Saiki – engenheiro de design
- Ian Whittaker – decorador de cenários
- Robbie Coltrane – ator
- Kirstie Alley – atriz
- Ray Liotta – ator
- Vicky Eguia – executiva de publicidade
- Angelo Badalamenti – compositor
- Greg Jein – artista de efeitos visuais, modelista
- Neal Jimenez – escritor, diretor
- Mike Hill – editor de filme
- Tom Luddy – produtor
- Marina Goldovskaya – diretora, diretora de fotografia, educadora
- Christopher Tucker – maquiador de efeitos especiais
- Irene Cara – atriz, cantora, compositora
- Gregory Allen Howard – escritor, produtor
- Owen Roizman – diretor de fotografia
- Luster Bayless – figurinista
- Gray Frederickson – produtor
- Robert Dalva – montagem do filme
- Nichelle Nichols – atriz
- Edward R. Pressman – produtor
- Douglas McGrath – escritor, diretor, ator
- Julia Reichert – produtora, diretora
- Edie Landau – produtor, executivo
- Mike Moder – assistente de direção, produtor
- Jean-Luc Godard – diretor, escritor
- Ralph Eggleston – animador, desenhista de produção
- Marvin March – decorador de cenários
- Burt Bacharach – compositor
- Nick Bosustow – produtor
- Clayton Pinney – artista de efeitos especiais
- Simone Bar – diretora de elenco
- Donn Cambern – montador de filme
- Tom Whitlock – compositor
- Amanda Mackey – diretora de elenco
- Angela Lansbury – atriz
- Wolfgang Petersen – diretor, escritor, produtor
- John Dartigue – executivo de publicidade
- Burny Mattinson – animador
- Maurizio Silvi – maquiador
- Jacques Perrin – ator, produtor, diretor
- Mary Alice – atriz
- Gina Lollobrigida – atriz
- Carl Bell – animador
- Douglas Kirkland – fotógrafo
- Vangelis – compositor, músico
- James Caan – ator, produtor
- Raquel Welch – atriz
- Walter Mirisch – produtor, ex-presidente da Academia

A Deadline Hollywood, a Los Angeles Times e a EW observaram que Charlbi Dean, Anne Heche, Tom Sizemore, Paul Sorvino, Tony Sirico, Chaim Topol, Gilbert Gottfried, Estelle Harris, John Aniston, Barbara Walters, e Lisa Marie Presley não foram incluídos no segmento televisionado do In Memoriam; a Academia disse antes da cerimônia que homenagearia "mais de 200 cineastas, artistas e executivos" em sua revista digital A.frame.

## Audiência
O Academy Awards de 2023 registrou uma audiência de 18,7 milhões de espectadores nos Estados Unidos. No entanto, apesar de um aumento de 12% com relação ao ano anterior, a audiência total desta edição ainda foi a terceira mais baixas da história da cerimônia.